# Chichilianne
Chichilianne ist eine französische Gemeinde mit 326 Einwohnern (Stand: 1. Januar 2022) im Département Isère in der Region Auvergne-Rhône-Alpes. Sie gehört zum Arrondissement Grenoble zum Kanton Matheysine-Trièves. Die Einwohner werden Chichiliannais genannt.

## Geographie
Die Gemeinde Chichilianne liegt in der 'Landschaft Trièves zwischen den Gebirgsstöcken Vercors und Dévoluy, etwa 42 Kilometer südsüdwestlich von Grenoble. Umgeben wird Chichilianne von den Nachbargemeinden Gresse-en-Vercors im Nordwesten und Norden, Saint-Michel-les-Portes im Norden und Nordosten, Saint-Martin-de-Clelles im Nordosten, Clelles im Osten, Percy im Osten und Südosten, Treschenu-Creyers im Süden sowie Romeyer im Südwesten und Westen.

## Bevölkerungsentwicklung
| Jahr                       | 1962 | 1968 | 1975 | 1982 | 1990 | 1999 | 2006 | 2012 | 2021 |
| Einwohner                  | 167  | 170  | 130  | 159  | 158  | 207  | 263  | 279  | 316  |
| Quellen: Cassini und INSEE |      |      |      |      |      |      |      |      |      |

## Sehenswürdigkeiten
- Kirche Notre-Dame
- Schloss Ruthière

|  |  |